# Campeonato Europeo de Atletismo Sub-18 de 2018
El Campeonato Europeo de Atletismo Sub-18 de 2018 fue la segunda edición de la competición bienal de atletismo continental para atletas europeos entre quince y diecisiete años de edad. Tuvo lugar en el Parque de Deportes Olímpico de Győr, Hungría, del 5 al 8 de julio.

## Podios

### Masculino
| Evento                  | Oro | Oro         | Plata                                                                          | Plata     | Bronce | Bronce      |
| ----------------------- | --- | ----------- | ------------------------------------------------------------------------------ | --------- | --- | ----------- |
| 100 metros              | Raphael Bouju · Países Bajos                                                                              | 10.64       | Dominik Illovszky · Hungría                                                    | 10.70     | Pål Haugen Lillefosse · Noruega                                                                                        | 10.72 NYB   |
| 200 metros              | Alexander Czysch · Alemania                                                                               | 21.15 =     | Daniel Regenfuß · Alemania                                                     | 21.19     | Jiří Pechar · República Checa                                                                                          | 21.31       |
| 400 metros              | Lorenzo Benati · Italia                                                                                   | 46.85 NYB   | Ethan Brown Reino Unido                                                        | 46.87     | Ludovic Oucéni Francia                                                                                                 | 47.01       |
| 800 metros              | Max Burgin Reino Unido                                                                                    | 1:47.36     | Eric Guzmán · España                                                           | 1:49.19   | João Miguel Peixoto Portugal                                                                                           | 1:49.42 NYB |
| 1500 metros             | Kane Elliott Reino Unido                                                                                  | 3:55.26     | Bence Apáti · Hungría                                                          | 3:55.53   | Andrej Paulíny · Eslovaquia                                                                                            | 3:55.58 NYB |
| 3000 metros             | Thomas Keen Reino Unido                                                                                   | 8:27.38     | Ömer Amaçtan Turquía                                                           | 8:28.04   | Ryan Oosting · Países Bajos                                                                                            | 8:28.22     |
| 110 metros vallas       | Sam Bennett Reino Unido                                                                                   | 13.19       | Kenny Fletcher Francia                                                         | 13.49     | Nick Rüegg · Suiza | 13.74       |
| 400 metros vallas       | Martin Fraysse · FranciaDániel Huller · Hungría                                                           | 50.63       | --                                                                             | --        | Karl Johnson Reino Unido                                                                                               | 50.90 NYB   |
| 2000 metros obstáculos  | Baptiste Guyon Francia                                                                                    | 5:43.92     | Pol Oriach · España                                                            | 5:46.81   | Etson Barros Portugal                                                                                                  | 5:49.79 NYB |
| Relevo sueco            | Italia · Federico Manini · Federico Guglielmi · Francesco Domenico Rossi · Lorenzo Benati · Luca Pierani* | 1:53.01 EYL | Turquía Konuralp Tiritoğlu Kaan Gacar Kubilay Ençu Ilyas Çanakçı Tibet Sancak* | 1:53.84   | Polonia · Rafał Łupiński · Adam Łukomski · Jakub Pająk · Mikołaj Kotyra · Szymon Szachniewicz* · Patryk Grzegorzewicz* | 1:53.97     |
| 10000 metros marcha     | Davide Finocchietti · Italia                                                                              | 45:01.33    | Aldo Andrei · Italia                                                           | 45:03.50  | Özgür Topsakal Turquía                                                                                                 | 45:09.22    |
| Salto de altura         | Dominic Ogbechie Reino Unido                                                                              | 2.16 =      | Oleh Doroshchuk · Ucrania                                                      | 2.13      | Nikola Mujanović Serbia                                                                                                | 2.10        |
| Salto con pértiga       | Pål Haugen Lillefosse · Noruega                                                                           | 5.46        | Baptiste Thiery Francia                                                        | 5.30      | Eerik Haamer Estonia                                                                                                   | 5.10 NYB    |
| Salto de longitud       | Nick Schmahl · Alemania                                                                                   | 7.60        | Davide Favro · Italia                                                          | 7.29      | Bryan Mucret Francia                                                                                                   | 7.22        |
| Triple salto            | Batuhan Çakır Turquía                                                                                     | 15.62       | Carl af Forselles · Suecia                                                     | 15.36     | Rustam Mammadov Azerbaiyán                                                                                             | 15.16       |
| Lanzamiento de peso     | Aliaksei Aleksandrovich · Bielorrusia                                                                     | 20.97 NYB   | Carmelo Musci · Italia                                                         | 20.37     | Piotr Goździewicz · Polonia                                                                                            | 18.88       |
| Lanzamiento de disco    | Yasiel Brayan Sotero · España                                                                             | 64.31       | Fabian Weinberg · Noruega                                                      | 58.84     | Gracjan Kozak · Polonia                                                                                                | 57.76       |
| Lanzamiento de martillo | Myhaylo Kokhan · Ucrania                                                                                  | 87.82 NYB   | Valentin Andreev Bulgaria                                                      | 81.41 NYB | Tomasz Ratajczyk · Polonia                                                                                             | 76.01       |
| Lanzamiento de jabalina | Marek Mucha · Polonia                                                                                     | 80.01       | Gerasimos Kalogerakis · Grecia                                                 | 77.45     | Topias Laine · Finlandia                                                                                               | 75.83       |
| Decatlón                | Aleksandr Komarov Atletas Neutrales Autorizados                                                           | 7703        | Oļegs Kozjakovs Letonia                                                        | 7663      | Sven Jansons · Países Bajos                                                                                            | 7604        |

* Solo compitió en la semifinal, pero recibió medalla igualmente.

### Femenino
| Evento                  | Oro | Oro         | Plata | Plata     | Bronce                                                                   | Bronce    |
| ----------------------- | --- | ----------- | --- | --------- | ------------------------------------------------------------------------ | --------- |
| 100 metros              | Guðbjörg Jóna Bjarnadóttir Islandia                                                                     | 11.741      | Pamera Losange · FranciaBoglárka Takács · Hungría                                                                                  | 11.747    | --                                                                       | --        |
| 200 metros              | Rhasidat Adeleke Irlanda                                                                                | 23.52 EYL   | Gemima Joseph Francia | 23.60 NYB | Guðbjörg Jóna Bjarnadóttir Islandia                                      | 23.73 NYB |
| 400 metros              | Barbora Malíková · República Checa                                                                      | 52.66       | Marie Scheppan · Alemania | 52.82     | Olesya Soldatova Atletas Neutrales Autorizados                           | 53.09     |
| 800 metros              | Keely Hodgkinson Reino Unido                                                                            | 2:04.84     | Sophie O'Sullivan Irlanda | 2:06.05   | Gaël de Coninck · Suecia                                                 | 2:06.14   |
| 1500 metros             | Sarah Healy Irlanda                                                                                     | 4:18.71     | Emily Williams Reino Unido | 4:22.11   | Klaudia Kazimierska · Polonia                                            | 4:22.90   |
| 3000 metros             | Sarah Healy Irlanda                                                                                     | 9:18.05     | İnci Kalkan Turquía | 9:24.01   | Alessia Zarbo Francia                                                    | 9:25.25   |
| 100 metros vallas       | Martine Hjørnevik · Noruega                                                                             | 13.26 EYL   | Zoë Sedney · Países Bajos | 13.34     | Johanna Plank · Austria                                                  | 13.40 NYB |
| 400 metros vallas       | Gisèle Wender · Alemania                                                                                | 58.88       | Emma Silvestri · Italia | 59.04     | Lena Pressler · Austria                                                  | 59.11 NYB |
| 2000 metros obstáculos  | Léna Lebrun Francia                                                                                     | 6:35.41 WYL | Claire Palou Francia | 6:39.20   | Paula Schneiders · Alemania                                              | 6:40.00   |
| Relevo sueco            | Italia · Rebecca Menchini · Noemi Cavalleri · Alessia Cappabianca · Chiara Gherardi · Eleonora Foudraz* | 2:07.46 NYB | República Checa · Tereza Marková · Barbora Šplechtnová · Veronika Milotová · Barbora Malíková · Barbora Hůlková* · Denisa Folková* | 2:09.41   | Rumania · Bianca Toader · Vanessa Balaci · Maria Scrob · Adina Cîrciogel | 2:09.99   |
| 5000 metros marcha      | Hanna Zubkova · Bielorrusia                                                                             | 22:45.47    | Olga Fiaska · Grecia | 23:39.12  | Simona Bertini · Italia                                                  | 24:18.80  |
| Salto de altura         | Yaroslava Mahuchikh · Ucrania                                                                           | 1.94        | Jessica Kähärä · Finlandia | 1.83      | Maria Kochanova Atletas Neutrales Autorizados                            | 1.83      |
| Salto con pértiga       | Leni Wildgrube · Alemania                                                                               | 4.26        | Emma Brentel Francia | 4.16 NYB  | Krystsina Kantsavienka · Bielorrusia                                     | 4.00      |
| Salto de longitud       | Tilde Johansson · Suecia                                                                                | 6.33        | Emma Piffaretti · Suiza | 6.25      | Spiridoula Karidi · Grecia                                               | 6.23 NYB  |
| Triple salto            | María Vicente · España                                                                                  | 13.95       | Aleksandra Nacheva Bulgaria | 13.88     | Jessica Kähärä · Finlandia                                               | 13.29 NYB |
| Lanzamiento de peso     | Lizaveta Dorts · Bielorrusia                                                                            | 17.34       | Nina Capațina Moldavia | 17.27     | Alida van Daalen · Países Bajos                                          | 17.08     |
| Lanzamiento de disco    | Violetta Ignatyeva Atletas Neutrales Autorizados                                                        | 54.56       | Alida van Daalen · Países Bajos | 52.93     | Özlem Becerek Turquía                                                    | 51.93     |
| Lanzamiento de martillo | Valeriya Ivanenko · Ucrania                                                                             | 73.25       | Sara Killinen · Finlandia | 69.52     | Stavroula Kosmidou · Grecia                                              | 65.98     |
| Lanzamiento de jabalina | Aliaksandra Konshyna · Bielorrusia                                                                      | 56.71       | Münevver Hancı Turquía | 56.28     | Gedly Tugi Estonia                                                       | 55.28 NYB |
| Heptatlón               | María Vicente · España                                                                                  | 6221 WYB    | Kristīne Blaževiča Letonia | 5629      | Chiara-Belinda Schuler · Austria                                         | 5615      |

* Solo compitió en la semifinal, pero recibió medalla igualmente.

## Medallero
| Núm. | País                          | Oro | Plata | Bronce | Total |
| ---- | ----------------------------- | --- | ----- | ------ | ----- |
| 1    | Reino Unido                   | 6   | 2     | 1      | 9     |
| 2    | Italia                        | 4   | 4     | 1      | 9     |
| 3    | Alemania                      | 4   | 2     | 1      | 7     |
| 4    | Bielorrusia                   | 4   | 0     | 1      | 5     |
| 5    | Francia                       | 3   | 6     | 3      | 12    |
| 6    | España                        | 3   | 2     | 0      | 5     |
| 7    | Irlanda                       | 3   | 1     | 0      | 4     |
| =    | Ucrania                       | 3   | 1     | 0      | 4     |
| 9    | Noruega                       | 2   | 1     | 1      | 4     |
| --   | Atletas Neutrales Autorizados | 2   | 0     | 2      | 4     |
| 10   | Turquía                       | 1   | 4     | 2      | 7     |
| 11   | Hungría                       | 1   | 3     | 0      | 4     |
| 12   | Países Bajos                  | 1   | 2     | 3      | 6     |
| 13   | República Checa               | 1   | 1     | 1      | 3     |
| =    | Suecia                        | 1   | 1     | 1      | 4     |
| 15   | Polonia                       | 1   | 0     | 5      | 6     |
| 16   | Islandia                      | 1   | 0     | 1      | 2     |
| 17   | Finlandia                     | 0   | 2     | 2      | 4     |
| =    | Grecia                        | 0   | 2     | 2      | 4     |
| 19   | Bulgaria                      | 0   | 2     | 0      | 2     |
| =    | Letonia                       | 0   | 2     | 0      | 2     |
| 21   | Suiza                         | 0   | 1     | 1      | 2     |
| 22   | Moldavia                      | 0   | 1     | 0      | 1     |
| 23   | Austria                       | 0   | 0     | 3      | 3     |
| 24   | Estonia                       | 0   | 0     | 2      | 2     |
| =    | Portugal                      | 0   | 0     | 2      | 2     |
| 26   | Azerbaiyán                    | 0   | 0     | 1      | 0     |
| =    | Rumania                       | 0   | 0     | 1      | 1     |
| =    | Serbia                        | 0   | 0     | 1      | 1     |
| =    | Eslovaquia                    | 0   | 0     | 1      | 1     |

1. ↑  Las medallas ganadas por los atletas que compiten como Atletas Neutrales Autorizados no se incluyen en el medallero oficial.

## Naciones participantes
Participaron 1119 competidores (538 hombres y 597 mujeres) de 49 federaciones nacionales, más 16 atletas neutrales autorizados. La delegación más numerosa fue la del país anfitrión, Hungría, con 78 atletas.
- Albania (1)
- Alemania (66)
- Andorra (2)
- Armenia (2)
- Austria (31)
- Azerbaiyán (4)
- Bélgica (11)
- Bielorrusia (43)
- Bosnia y Herzegovina (5)
- Bulgaria (12)
- Chipre (8)
- Croacia (21)
- Dinamarca (5)
- Eslovaquia (24)
- Eslovenia (17)
- España (50)
- Estonia (23)
- Finlandia (38)
- Francia (42)
- Georgia (5)
- Gibraltar (3)
- Grecia (22)
- Hungría (78) (anfitrión)
- Irlanda (25)
- Islandia (5)
- Israel (16)
- Italia (54)
- Kosovo (1)
- Letonia (25)
- Lituania (27)
- Luxemburgo (9)
- Macedonia del Norte (3)
- Malta (3)
- Moldavia (3)
- Mónaco (1)
- Montenegro (1)
- Noruega (37)
- Países Bajos (22)
- Polonia (53)
- Portugal (18)
- Reino Unido (40)
- República Checa (48)
- Rumania (27)
- San Marino (2)
- Serbia (17)
- Suecia (22)
- Suiza (46)
- Turquía (52)
- Ucrania (49)
- Atletas Neutrales Autorizados (16)

## Récords

### Mejores marcas mundiales sub-18
En el transcurso del campeonato se batieron dos mejores marcas mundiales sub-18ː
| Atleta         | Nación  | Prueba                            | Marca    | Ronda | Fecha      |
| -------------- | ------- | --------------------------------- | -------- | ----- | ---------- |
| María Vicente  | España  | Heptatlón femenino                | 6221 pts | Final | 6 de julio |
| Myhaylo Kokhan | Ucrania | Lanzamiento de martillo masculino | 87.82 m  | Final | 7 de julio |

1. ↑  La IAAF y la AEA solo consideran récords los obtenidos en categorías sub-20 o absoluta; en otras categorías de edad se consideran mejores marcas.

### Récords del campeonato
En el transcurso del campeonato se batieron hasta en 34 ocasiones los récords establecidos en la edición anterior del mismo, incluyendo las dos mejores marcas mundiales sub-18 establecidas:
| Atleta                                                                | Nación          | Prueba                            | Marca              | Ronda        | Fecha      |
| --------------------------------------------------------------------- | --------------- | --------------------------------- | ------------------ | ------------ | ---------- |
| Hanna Zubkova                                                         | Bielorrusia     | 5000 m marcha femenino            | 22:45.47           | Final        | 5 julio    |
| Sara Killinen                                                         | Finlandia       | Lanzamiento de martillo femenino  | 67.25 m            | Calificación | 5 julio    |
| Valeriya Ivanenko                                                     | Ucrania         | Lanzamiento de martillo femenino  | 74.36 m            | Calificación | 5 julio    |
| Patience Jumbo-Gula                                                   | Irlanda         | 100 metros femenino               | 11.59 (+0.7 m/s)   | Semifinales  | 5 julio    |
| María Vicente                                                         | España          | Salto de longitud femenino        | 6.37 (+1.8 m/s)    | Heptatlón    | 6 de julio |
| Sam Bennett                                                           | Reino Unido     | 110 metros vallas masculino       | 13.33 (+1.7 m/s)   | Series       | 6 de julio |
| Kenny Fletcher                                                        | Francia         | 110 metros vallas masculino       | 13.30 (+2.0 m/s)   | Series       | 6 de julio |
| Myhaylo Kokhan                                                        | Ucrania         | Lanzamiento de martillo masculino | 82.42 m            | Calificación | 6 de julio |
| Sarah Healy                                                           | Irlanda         | 3000 metros femenino              | 9:18.05            | Final        | 6 de julio |
| Yasiel Brayan Sotero                                                  | España          | Lanzamiento de disco masculino    | 64.31 m            | Final        | 6 de julio |
| Gaël de Coninck                                                       | Suecia          | 800 metros femenino               | 2:06.51            | Semifinales  | 6 de julio |
| Pol Oriach                                                            | España          | 2000m obstáculos masculino        | 5:52.56            | Series       | 6 de julio |
| María Vicente                                                         | España          | Heptatlón femenino                | 6221 pts WYB       | Final        | 6 de julio |
| Leni Wildgrube                                                        | Alemania        | Salto con pértiga femenino        | 4.26 m             | Final        | 7 de julio |
| Lorenzo Benati                                                        | Italia          | 400 metros masculino              | 46.85              | Final        | 7 de julio |
| Barbora Malíková                                                      | República Checa | 400 metros femenino               | 52.66              | Final        | 7 de julio |
| Kane Elliott                                                          | Reino Unido     | 1500 metros masculino             | 3:55.26            | Final        | 7 de julio |
| Marek Mucha                                                           | Polonia         | Lanzamiento de jabalina masculino | 80.01 m            | Final        | 7 de julio |
| Alexander Czysch                                                      | Alemania        | 200 metros masculino              | 21.15              | Final        | 7 de julio |
| Aleksandra Nacheva                                                    | Bulgaria        | Triple salto femenino             | 13.32 m (+1.8 m/s) | Calificación | 7 de julio |
| Sam Bennett                                                           | Reino Unido     | 110 metros vallas masculino       | 13.19 (+0.8 m/s)   | Final        | 7 de julio |
| Keely Hodgkinson                                                      | Reino Unido     | 800 metros femenino               | 2:04.84            | Final        | 7 de julio |
| Maria Barbosa Beatriz Andrade Juliana Guerreiro Ana Raquel Costa      | Portugal        | Relevo sueco femenino             | 2:11.02            | Final        | 7 de julio |
| Rebecca Menchini Noemi Cavalleri Alessia Cappabianca Eleonora Foudraz | Italia          | Relevo sueco femenino             | 2:10.38            | Final        | 7 de julio |
| Myhaylo Kokhan                                                        | Ucrania         | Lanzamiento de martillo masculino | 87.82 m WYB        | Final        | 7 de julio |
| Martin Fraysse                                                        | Francia         | 400 metros vallas masculino       | 50.63              | Final        | 8 de julio |
| Dániel Huller                                                         | Hungría         | 400 metros vallas masculino       | 50.63              | Final        | 8 de julio |
| Max Burgin                                                            | Reino Unido     | 800 metros masculino              | 1:47.36            | Final        | 8 de julio |
| Sarah Healy                                                           | Irlanda         | 1500 metros femenino              | 4:18.71            | Final        | 8 de julio |
| Baptiste Guyon                                                        | Francia         | 2000m obstáculos masculino        | 5:43.92            | Final        | 8 de julio |
| María Vicente                                                         | España          | Triple salto femenino             | 13.95 m (+1.1 m/s) | Final        | 8 de julio |
| Pål Haugen Lillefosse                                                 | Noruega         | Salto con pértiga masculino       | 5.46 m             | Final        | 8 de julio |
| Rebecca Menchini Noemi Cavalleri Alessia Cappabianca Chiara Gherardi  | Italia          | Relevo sueco femenino             | 2:07.46            | Final        | 8 de julio |
| Yaroslava Mahuchikh                                                   | Ucrania         | Salto de altura femenino          | 1.94 m             | Final        | 8 de julio |

1. ↑  Algunos récords se batieron varias veces a lo largo del campeonato

### Mejores marcas españolas sub-18
Las atletas españolas batieron dos mejores marcas nacionales sub-18 de todos los tiempos:
| Atleta        | Prueba            | Marca    | Ronda     | Fecha      |
| ------------- | ----------------- | -------- | --------- | ---------- |
| María Vicente | 100 metros vallas | 13,25 s  | Heptatlón | 5 de julio |
| María Vicente | Heptatlón juvenil | 6221 pts | Final     | 6 de julio |

1. ↑  Es también mejor marca mundial sub-18